# 1962년 대한민국의 영화 목록
다음은 1962년에 개봉됐던 대한민국의 영화 목록이다.

## 목록
- 《12인의 야도》
- 《노란 샤스 입은 사나이》
- 《동경서 온 사나이》
- 《동학난》
- 《부라보 청춘》
- 《붉은 장미의 추억》
- 《비밀 통로를 찾아라》
- 《사랑과 미움의 세월》
- 《사랑을 다시 하지 않으리》
- 《사랑의 동명왕》
- 《사춘기여 안녕》
- 《산색시》
- 《상한 갈대를 꺾지 마라》
- 《신입사원 미스터 리》
- 《아낌없이 주련다》
- 《아카시아 꽃잎 필 때》
- 《악인은 없다》
- 《억세게 재수 좋은 사나이》
- 《여자의 일생》
- 《연산군》
- 《열녀문》
- 《원한의 일월도》
- 《원한의 일월도》
- 《인간 만세》
- 《인목대비》
- 《잊을 수 없는 애정》
- 《전쟁과 노인》
- 《주유천하》
- 《천하일색 양귀비》
- 《태양을 등진 사람들》
- 《특등 신부와 삼등 신랑》
- 《평양 기생 계월향》
- 《화랑도》

## 참고 자료
- KOFIC 영화데이터베이스

## 같이 보기
- 대한민국의 영화